# Greg Brough
Gregory Brough, detto Greg (Surfers Paradise, 26 marzo 1951 – Beechmont, 9 marzo 2014), è stato un nuotatore australiano.
Specializzato nello stile libero, ha vinto la medaglia di bronzo nei 1500 m sl alle Olimpiadi di Città del Messico 1968.

## Palmarès
- Olimpiadi
  - Città del Messico 1968: bronzo nei 1500 m sl.
- Giochi del Commonwealth Britannico
  - 1970 - Edimburgo: bronzo nei 400 m sl.